# Akihiro Yamauchi
Akihiro Yamauchi (jap. 山内晶大; ur. 30 listopada 1993 w Nagoi) – japoński siatkarz, grający na pozycji środkowego.

## Kariera klubowa
W latach 2009–2012 występował w drużynie siatkarskiej Miejskiego Liceum Przemysłowego w Nagoi. W latach 2012–2016 grał w zespole Uniwersytetu Aichi Gakuin. Od 2016 roku jest zawodnikiem Panasonic Panthers. W sezonie 2017/2018 z klubem zwyciężył w rozgrywkach ligowych oraz zdobył Puchar Cesarza.

## Kariera reprezentacyjna
W 2014 roku po raz pierwszy został powołany do reprezentacji narodowej. Zadebiutował 23 maja w meczu Ligi Światowej przeciwko reprezentacji Niemiec. W czerwcu 2014 roku został wybrany do projektu Team CORE, selekcjonującego zawodników mających reprezentować Japonię podczas Letnich Igrzysk Olimpijskich 2020. We wrześniu tego roku z reprezentacją zdobył srebrny medal Igrzysk Azjatyckich.
W 2015 roku występował w Lidze Światowej, Pucharze Świata oraz Mistrzostwach Azji, gdzie zdobył złoty medal.
W 2016 roku występował w Lidze Światowej oraz w turnieju kwalifikacyjnym do Letnich Igrzysk Olimpijskich 2016.
W 2017 roku brał udział w Lidze Światowej, Mistrzostwach Azji, gdzie zdobył drugi złoty medal, oraz w Pucharze Wielkich Mistrzów.
Po przegranym meczu ćwierćfinałowym z reprezentacją Włoch na Igrzyskach Olimpijskich 2024 w Paryżu postanowił zakończyć karierę reprezentacyjną.

## Osiągnięcia

### reprezentacyjne
Igrzyska Azjatyckie
- 2. miejsce: 2014

Mistrzostwa Azji
- 1. miejsce: 2015, 2017, 2023[5]
- 2. miejsce: 2021
- 3. miejsce: 2019

Liga Narodów
- 2. miejsce: 2024[6]
- 3. miejsce: 2023[7]

### klubowe
V.League
- 1. miejsce: 2018, 2019
- 2. miejsce: 2020, 2021, 2024[8]
- 3. miejsce: 2022[9], 2023[10]

Puchar Cesarza
- 1. miejsce: 2017, 2023[11]

Klubowe Mistrzostwa Azji
- 2. miejsce: 2019, 2025[12]